# Marjoke Roorda
Margaretha Johanna Maria (Marjoke) Roorda van Eijsinga (Delft, 16 mei 1951 - 26 januari 2024) was van 1978 tot 2013 presentator bij de VPRO. Ze doorliep de hbs en studeerde aan de Sorbonne in Parijs. Haar interesse in protesten en maatschappelijke bewegingen leidde tot een redacteurschap bij de radio. Later werd ze ook radiopresentator en werkte ze mee aan televisieprogramma's. Ook hield ze zich bezig met archiefbeheer van audiovisuele producties.
Dwarsdenker Roorda was bekend om haar unieke en enigszins chaotische stijl van radiomaken en om haar onvervalste Delftse tongval. Ze was vooral bekend van haar programma 'QQleQ' waar ze onconventionele muziek draaide en afsloot met de kreet 'QQleQ!'.
Haar werk varieerde van bijdragen aan muziekfestivals tot maken van lokale reportages. Haar programma De Plek nam luisteraars mee naar verschillende locaties in Nederland. Daar belichtte ze lokale kwesties.
Roorda hielp ook jong talent. Zo ondersteunde ze workshops Discjockey voor meisjes en begeleidde ze jonge radiomakers. Ze publiceerde in 1990 met steun van minister Hedy d'Ancona het boekje En nu draaien wij, een handleiding voor 'meidenworkshops'. Ze leerde zelf als studente economie 'plaatjesdraaien' in Cultureel Centrum De Eland in Delft.

## Radioprogramma's
Lijst met radioprogramma's waar Roorda aan bijdroeg (niet uitputtend):
- 1978-? - Decolleté, radiomuziekprogramma, VPRO
- 1978-1980 Oorkussen, Muziek en informatie voor werkeloos en werkschuw tuig (punks), radioprogramma, VPRO
- 1980-1981 - Radionome, Experimentele popmuziek met een vleugje informatie, radioprogramma, VPRO
- 1981-1983 - Spleen, De modernste popmuziek op de zondagmiddag op Radio3, radioprogramma, NTR
- 1984-1992 - QQleQ, muzikale teringherrie door brigadier Roorda van de muziekpolitie, radioprogramma, VPRO
- 1994-2002 - De Plek, radioprogramma, VPRO
- 2006 - 2008 VPRO Boeken, televisieprogramma, VPRO
- Rub-a-dub, radioprogramma, VPRO
- MaDiWoDo, radioprogramma, VPRO
- Vrije Geluiden, televisieprogramma, VPRO
- Picabia, televisieprogramma over kunst, VPRO
- De firma interview, televisieprogramma over de kunst van het interviewen, VPRO
- Geluk van Nederland, televisieprogramma, VPRO